# Celebeszi földirigó
A celebeszi földirigó (Geomalia heinrichi) a madarak osztályának verébalakúak (Passeriformes) rendjébe és a rigófélék (Turdidae) családjába tartozó Geomalia nem egyetlen faja.
Tudományos nevét felfedezőjéről, Gerd Heinrichről kapta.

## Előfordulása
Indonéziához tartozó Celebesz szigetén honos.

## Alfajai
- Geomalia heinrichi heinrichi
- Geomalia heinrichi matinangensis

## Megjelenése
A madár tollazata elsősorban sötétbarna és gesztenyebarna színű. Lába és farka viszonylag hosszú, szárnya rövid.

## Természetvédelmi helyzete
Vita folyik amiatt, hogy a faj a rigófélékhez tartozik-e. A faj veszélybe kerülhet a sok fakitermelés miatt és még sok más ok is szerepet játszik abban, hogy mára már mérsékelten veszélyeztetett.